# Peter Richerson
Peter J. Richerson (* 11. Oktober 1943) ist ein US-amerikanischer Biologe. Er ist Professor emeritus am Department für Umweltwissenschaft und -politik an der University of California, Davis.

## Leben
Richerson studierte Entomologie an der UC Davis (B.S., 1965). 1969 erhielt er dort seinen Ph.D. in Zoologie. Nach Postdoc und Juniorprofessur war er 1977–2006 Professor für Umweltwissenschaft in Davis. Als Gastprofessor war er an der UC Berkeley (1977/78), der Duke University (1984) und der University of Exeter (2004). 1991 war er Gastwissenschaftler an der Universität Bielefeld.

## Arbeit
Richersons Forschungsinteressen sind Soziokulturelle Evolution, Humanökologie sowie angewandte und tropische Limnologie.

## Bücher (Auswahl)
- Robert Boyd & Peter J. Richerson: Culture and the Evolutionary Process. University Of Chicago Press, 1985. ISBN 0226069338.
- Peter J. Richerson & Robert Boyd: Not by Genes Alone: How culture transformed human evolution. University of Chicago Press, 2004. ISBN 0226712125.
- Robert Boyd & Peter J. Richerson: The Origin and Evolution of Cultures. Oxford University Press, 2004. ISBN 019518145X.